# شعري الإهاب البرازيلي
شعري الإهاب البرازيلي (الاسم العلمي: Crinipellis brasiliensis) هو نوع من الفطريات يتبع جنس شعري الإهاب من الفصيلة المراسمية.